# 鄒元標
鄒 元標（すう げんひょう、1551年 - 1624年）は、明代の官僚・儒学者。東林党の三君のひとり。字は爾瞻、号は南皋。本貫は吉安府吉水県。

## 生涯
9歳で五経に通じた。弱冠にして王陽明の学統を継ぐ胡直に従って遊学した。1577年（万暦5年）、進士に及第した。刑部に入って観政をつとめた。
張居正が父の喪に服さずに政権を握り続けたことから、元標は上疏して張居正の「奪情」について人でなしの禽獣の所業と批判した。張居正の怒りを買い、杖罰80を受け、一兵士として都勻衛に流された。都勻衛は少数民族の住む深山の中にあったが、元標は心穏やかに暮らし、理学の研鑽を進めた。張居正の指示を受けた巡按御史が元標を殺害しようとしたが、鎮遠まで来て突然死した。
1582年（万暦10年）、張居正が死去すると、元標は北京に召還されて吏科給事中に任じられた。最初に培聖徳・親臣工・粛憲紀・崇儒行・飭撫臣の五事を上疏し、ほどなく礼部尚書の徐学謨と南京戸部尚書の張士佩を弾劾した。1583年（万暦11年）、慈寧宮で火災が起こると、元標は時政六事を上疏し、万暦帝に自省と無欲を求めた。女色と遊宴にふけっていた万暦帝の怒りに触れ、1584年（万暦12年）に南京刑部照磨に左遷され、1585年（万暦13年）に兵部主事とされた。北京に召還されて吏部主事となり、員外郎に進んだが、病のため免官された。1590年（万暦18年）、吏部験封員外郎に起用されて、吏治十事や民障八事を上疏した。文選に員外郎が欠員となっていたため、吏部尚書の宋纁が元標を任用するよう請願したが、長らく任命を得られなかった。そこで宋纁は続けざまに上疏し、給事中の楊文煥や御史の何選も同様に任命を求めた。万暦帝は怒り、宋纁を問い詰め、楊文煥と何選を外任に左遷し、元標を南京府丞に異動させた。刑部尚書の石星が弁護したが、やはり譴責を受けた。元標は南京にいること3年、病のため帰郷した。長らくを経て、吏部郎中に起用されたが、赴任しなかった。まもなく母が死去したため喪に服し、郷里で講学した。たびたび推挙を受けたが、任用されず、家居すること30年近くに及んだ。
1620年（泰昌元年）8月、泰昌帝が即位すると、元標は北京に召還されて大理寺卿に任じられた。12月、北京に着く前に、刑部右侍郎に進んだ。1621年（天啓元年）4月、入朝すると、和衷の説を進上した。涂宗濬・李邦華ら18人を推薦し、天啓帝に聞き入れられた。2日後、抜茅闡幽・理財振武の数事および保泰四規を上疏し、葉茂才・趙南星・高攀龍・劉宗周・丁元薦らの任用と羅大紘・雒于仁ら15人の官籍登録を求めた。天啓帝はこれもまた聞き入れた。
12月、元標は吏部左侍郎に転じた。官につかないうちに、左都御史に任じられた。1622年（天啓2年）、地方の監察を担当し、公論によって進退を決定した。御史の潘汝楨・過庭訓を批判して官を去らせた。1617年（万暦45年）の丁巳京察で禁錮を受けていた章家禎・丁元薦・史記事・沈正宗ら22人について言上し、その冤罪を雪いだ。また元標の提議により両京の太常寺卿・太僕寺卿・光禄寺卿が2名増員された。
孫慎行が紅丸の案をめぐって方従哲を弾劾する上疏をおこなうと、元標もまた上疏して宦官を非難し、方従哲の優柔不断を批判した。ときに外廷では方従哲や黄克纘らの影響が強く、宮中では崔文昇らが取り繕っていたため、孫慎行らの議論は受け入れられなかった。孫慎行と王紀が追放されるにあたって、元標は上疏して弁護したが、聞き入れられなかった。
元標と馮従吾が首善書院を建て、同志を集めて講学し、時政を議論したことから、給事中の朱童蒙がその禁止を求めた。元標は上疏して弁明し、辞職を願い出たが、天啓帝に慰留された。さらに給事中の郭允厚に弾劾された。魏忠賢は宋室が講学によって滅びたとの旨を伝え、元標に譴責を加えようとした。葉向高が弁護し、温旨を得た。郭興治と郭允厚に上奏文で攻撃され、郭興治には山東の妖賊と喩えられた。元標は引退を願い出て許され、太子少保の位を加えられて、駅馬車に乗って帰郷した。辞去にあたって、「老臣去国情深疏」を上書した。1624年（天啓4年）、家で死去した。享年は74。
1625年（天啓5年）、御史の張訥が元標を強く非難し、魏忠賢が旨と偽って元標の官爵を剥奪した。1628年（崇禎元年）、太子太保・吏部尚書の位を追贈された。諡は忠介といった。著書に『易彀通』1巻・『学庸商求』2巻・『筮仕要訣』1巻・『仁文会語』4巻・『奏疏』5巻・『文集』7巻・『続集』12巻があった。

## 子女
- 鄒徳淇